# 奥斯阿克
奥斯阿克（德語：Ausacker）是德国石勒苏益格－荷尔斯泰因州的一个市镇。总面积9.13平方公里，总人口496人，其中男性249人，女性247人（2011年12月31日），人口密度54人/平方公里。